# Список кратерів на Місяці, О
| А Б В Г Д Е Є Ж З І Й К Л М Н О П Р С Т У Ф Х Ц Ч Ш Ю Я |

| Кратер      | Латинська назва | Діаметр, км | Епонім                                                              | Рік затвердження МАС |
| ----------- | --------------- | ----------- | ------------------------------------------------------------------- | -------------------- |
| О'Дей       | O'Day           | 70          | Маркус О`Дей (1897–1961)                                            | 1970                 |
| Оберт       | Oberth          | 50          | Герман Оберт (1894–1989)                                            | 1997                 |
| Обручев     | Obruchev        | 72          | Володимир Обручев (1863–1956)                                       | 1970                 |
| Озу         | Auzout          | 33          | Адрієн Озу (1622–1691)                                              | 1961                 |
| Окен        | Oken            | 79          | Лоренц Окен (1779–1851)                                             | 1935                 |
| Олден       | Alden           | 111         | Гарольд Олден (1890–1964)                                           | 1970                 |
| Олдрін      | Aldrin          | 2,8         | Базз Олдрін (* 1930)                                                | 1970                 |
| Олів'є      | Olivier         | 78          | Чарлз Олів'є (1884–1975)                                            | 1979                 |
| Олкотт      | Olcott          | 80          | Вільям Олкотт (1873–1936)                                           | 1970                 |
| Олтер       | Alter           | 65          | Дінсмор Олтер (1888–1968)                                           | 1970                 |
| Ольберс     | Olbers          | 73          | Генріх Ольберс (1758–1840)                                          | 1935                 |
| Ом          | Ohm             | 62          | Георг Симон Ом (1789–1854)                                          | 1970                 |
| Омар Хаям   | Omar Khayyam    | 69          | Омар Хаям (1048–1131)                                               | 1970                 |
| Онізука     | Onizuka         | 27          | Онідзука Еллісон (1946–1986)                                        | 1988                 |
| Опельт      | Opelt           | 49          | Фрідріх Вільгельм Опельт (1794–1863), Отто Моріц Опельт (1829–1912) | 1935, 2012           |
| Оппенгеймер | Oppenheimer     | 201         | Роберт Оппенгеймер (1904–1967)                                      | 1970                 |
| Оппольцер   | Oppolzer        | 41          | Теодор фон Оппольцер (1841–1886)                                    | 1935                 |
| Орем        | Oresme          | 82          | Микола Орезмський (бл. 1323–1382)                                   | 1970                 |
| Орлов       | Orlov           | 73          | Олександр Орлов (1880–1954), Сергій Орлов (1880–1958)               | 1970                 |
| Оронцій     | Orontius        | 121         | Оронцій Фінеус (1494–1555)                                          | 1935                 |
| Осама       | Osama           | 0,42        | Арабське чоловіче ім'я                                              | 1976                 |
| Осіріс      | Osiris          | 0,96        | Осіріс, давньоєгипетський бог                                       | 1976                 |
| Осман       | Osman           | 1,8         | Турецьке чоловіче ім'я                                              | 1976                 |
| Оствальд    | Ostwald         | 108         | Вільгельм Фрідріх Оствальд (1853–1932)                              | 1970                 |